# Evangelische Kirche (Bortshausen)

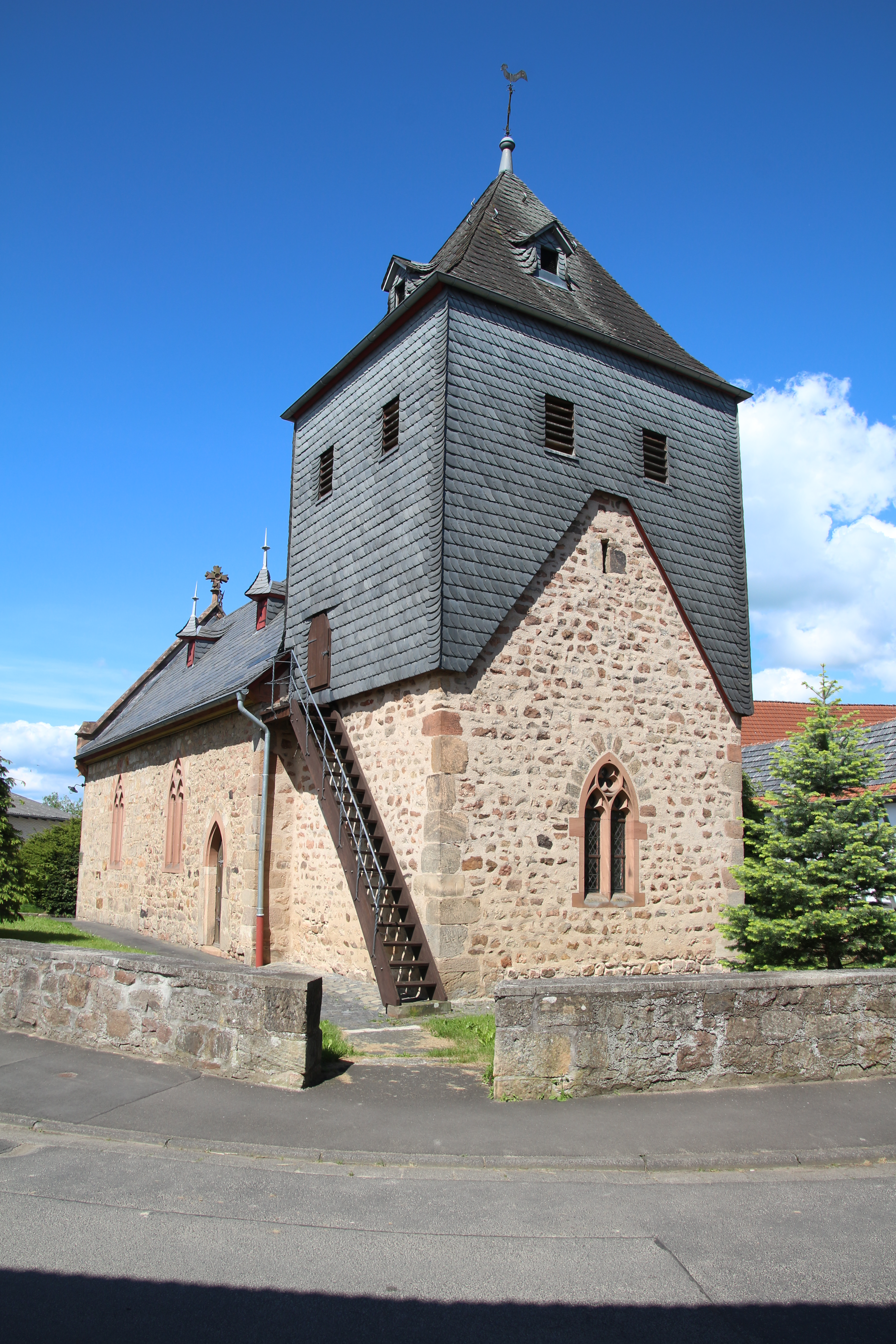
Chorturm von Südosten

Die Evangelische Kirche in Bortshausen, einem Marburger Stadtteil in Mittelhessen, ist eine denkmalgeschützte Chorturmkirche aus dem letzten Viertel des 13. Jahrhunderts. Der Chorturm wurde im Jahr 1432 um ein Fachwerkgeschoss aufgestockt, das noch erhalten ist. Das Kirchenschiff erhielt im Jahr 1894 seine heutige Gestalt, als es durch Wilhelm Spahr verlängert wurde.

## Geschichte

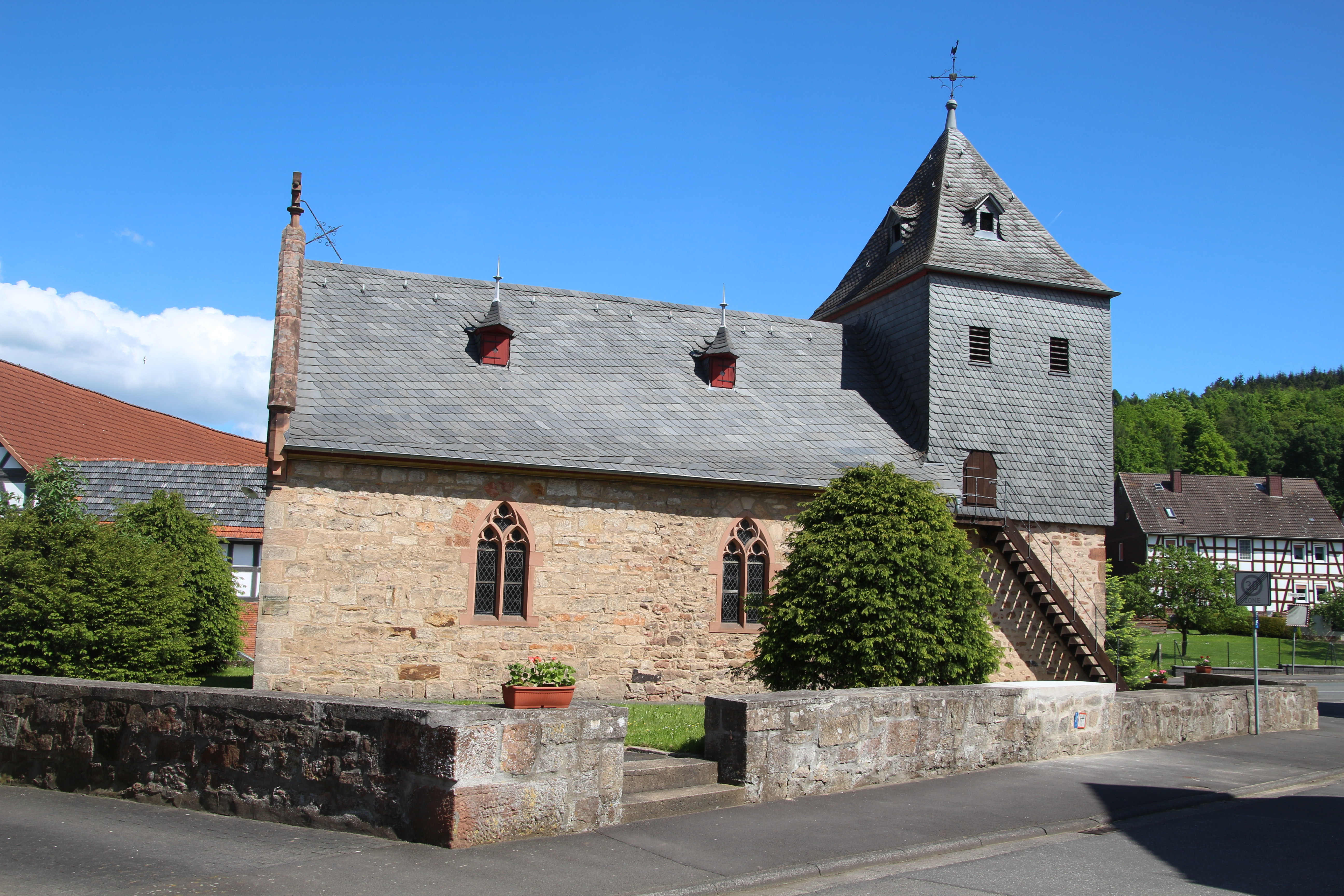
Kirche von Süden

In spätmittelalterlicher Zeit unterstand Bortshausen dem Sendgericht in Ebsdorf im Dekanat Amöneburg, das dem Archidiakonat St. Stephan in der Erzdiözese Mainz zugeordnet war.
Im Jahr 1432 wurde der Turm in Fachwerkweise aufgestockt. Mit Einführung der Reformation wechselte Bortshausen ab 1527 vermutlich unter dem Conrad Schneider, Pfarrer in Ebsdorf, zum evangelischen Bekenntnis. Die Gemeinde nahm 1609 unter Landgraf Moritz den reformierten Glauben an, um mit dessen Abdankung 1624 wieder zum lutherischen zurückzukehren.
1894 wurde das Schiff erweitert und verändert. Das Fachwerkgeschoss des Turms erhielt eine Verkleidung, die Fachwerk imitierte. 1998 wurde das Obergeschoss verschiefert.
Nach dem Zusammenschluss der Kirchengemeinde Ronhausen-Bortshausen am 1. Januar 2012 zu einem Kirchspiel folgte zum 1. Dezember 2012 die Eingliederung von Beltershausen. Das Cappeler Kirchspiel mit insgesamt etwa 4480 Gemeindegliedern wird von zwei Pfarrstellen versorgt. Die Gemeinde gehört zum Kirchenkreis Marburg innerhalb der Evangelischen Kirche von Kurhessen-Waldeck.

## Architektur

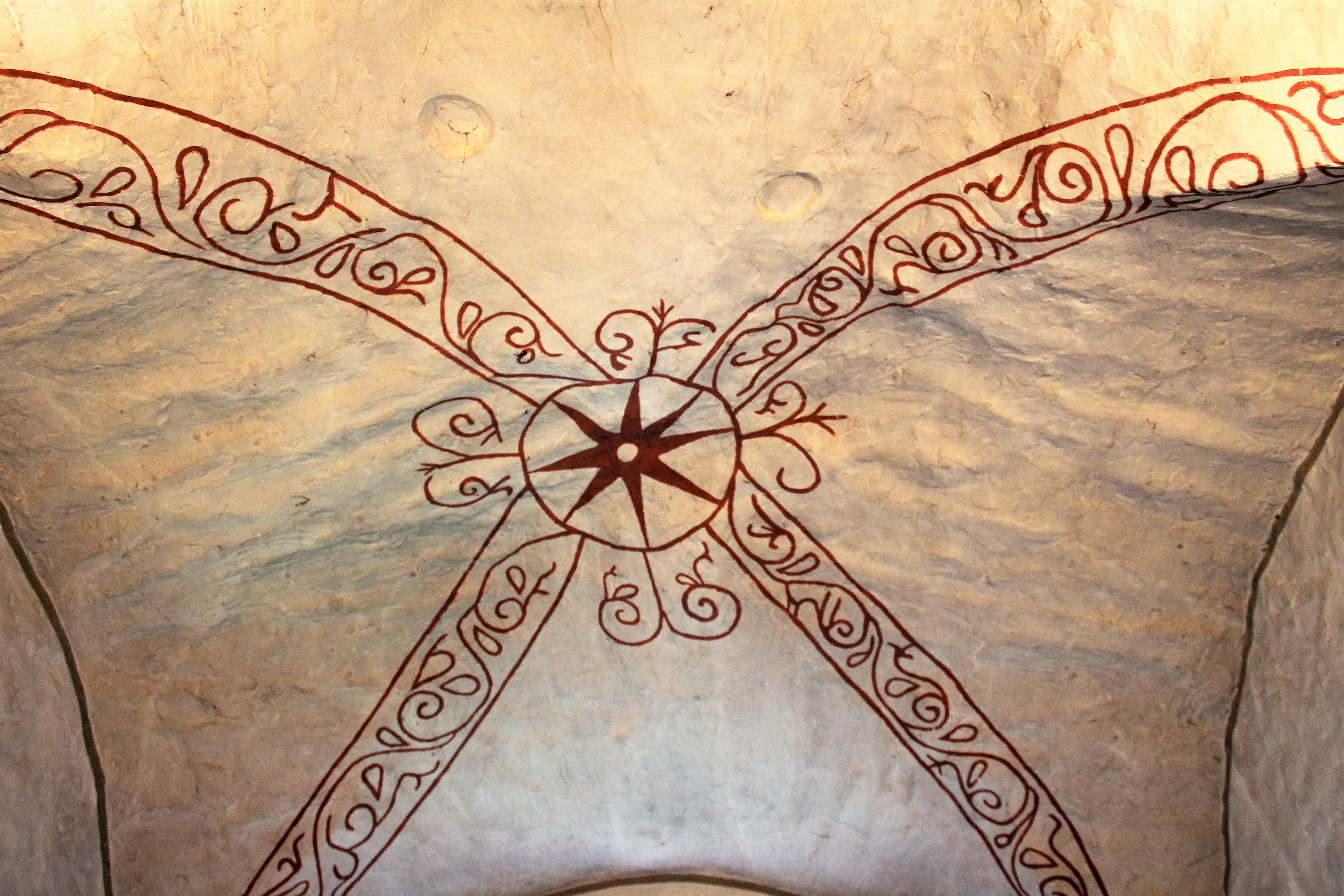
Gewölbe in der Turmhalle

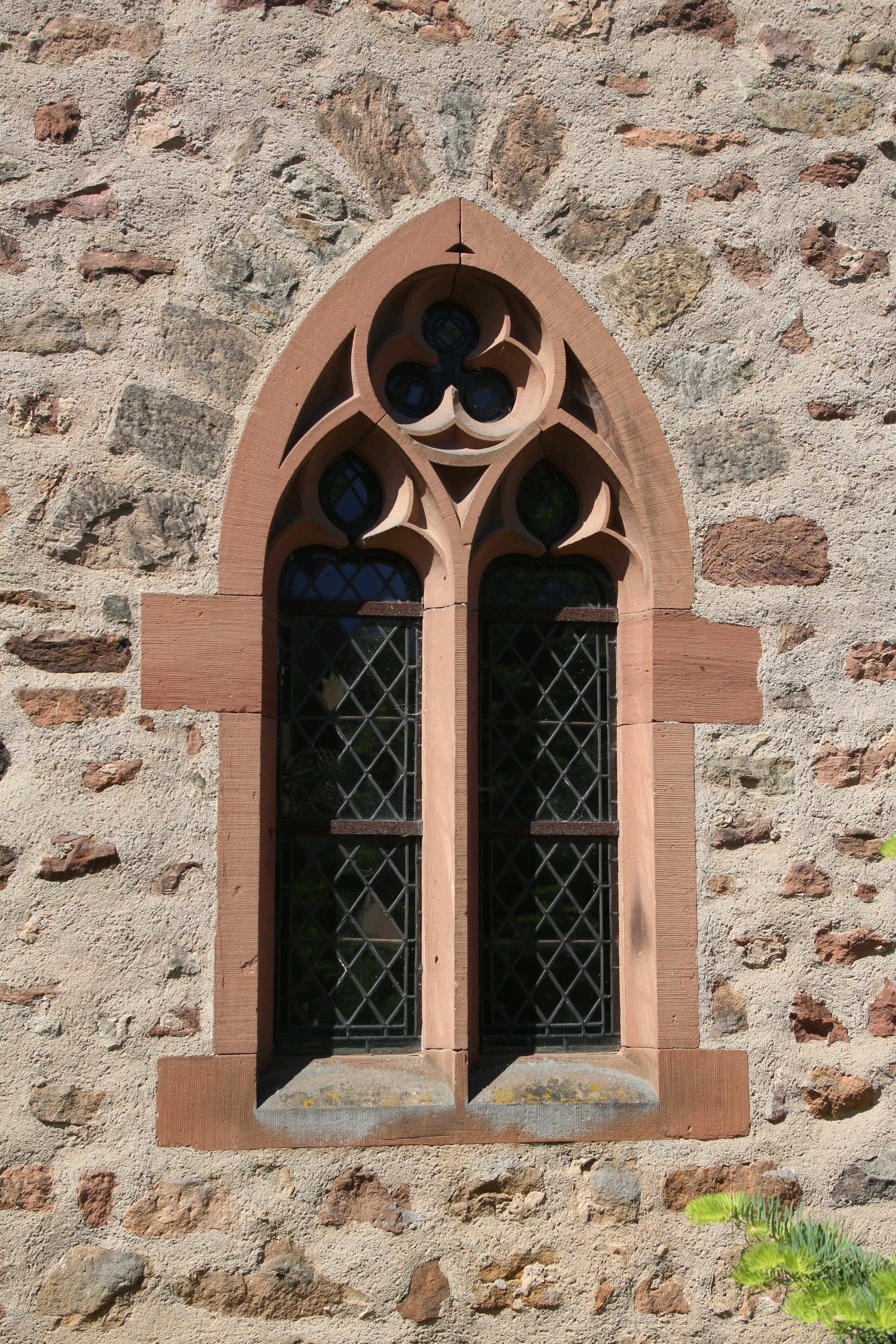
Neugotisches Ostfenster

Die geostete, unverputzte Chorturmkirche aus Bruchsteinmauerwerk mit Eckquaderung und neugotischen Gewänden aus rotem Sandstein ist am Nordrand des alten Ortszentrums errichtet. Die massiv aufgemauerte Kirche steht inmitten des ehemaligen Friedhofs, der von einer Mauer eingefriedet ist.
Der aufgemauerte Chorturm aus romanischer Zeit auf fast quadratischem Grundriss ist gegenüber dem Schiff leicht eingezogen. Er wird durch ein neogotisches Maßwerkfenster im Osten belichtet. Es ist zweibahnig mit Nonnenköpfen und hat einen Dreipass im Bogenfeld. Das Fachwerkgeschoss von 1432 ist seit 1998 vollständig verschiefert und deshalb nicht sichtbar. Die Verschieferung hat an der Ostseite im Bereich der Bruchsteinwand eine trapezförmige Aussparung. An den drei freistehenden Seiten sind je zwei rechteckige Schallöffnungen für das Geläut eingelassen. Das Fachwerk hat hohe Andreaskreuze, die durch drei Gefache reichen. Im obersten Gefach finden sich geschweifte Kopfbänder mit Nasen. Eine hölzerne Außentreppe mit Metallgeländer an der Südseite führt zu einer Holztür, die den Zugang zum Obergeschoss ermöglicht. Das Zeltdach ist mit vier kleinen Gauben mit Dreiecksgiebel bestückt und wird von einem Turmknauf, Kreuz und Wetterhahn bekrönt. Im Inneren öffnet ein schlichter Rundbogen mit vorkragenden Kämpfersteinen den Chorraum zum Schiff. In der Südwand ist eine quadratische Sakramentsnische eingelassen. Die Rankenmalereien auf dem Kreuzgratgewölbe im Chor sind nicht original, sondern erinnern an die Reste der überputzten gotischen Malereien.
Das Schiff wird von einem verschieferten Satteldach bedeckt, dem an beiden Seiten zwei Gauben aufgesetzt sind, die kleine Spitztürmchen mit einer Spitze haben. Es wird an den Langseiten durch je zwei zweibahnige spitzbogige Maßwerkfenster mit Nonnenköpfen mit Licht versorgt. Es wird durch ein Spitzbogenportal erschlossen, dessen Gewände aus gestäbtem Haustein gestaltet ist. Das Tympanon trägt eine Inschrift. Im Giebeldreieck, das von einem Steinkreuz bekrönt wird, ist ein Rundfenster mit Maßwerk aus drei Fischblasen eingelassen. Das alte Spitzbogenportal in der östlichen Südwand ist heute von innen vermauert, die eisenbeschlagene Tür aber noch erhalten.

## Innenausstattung

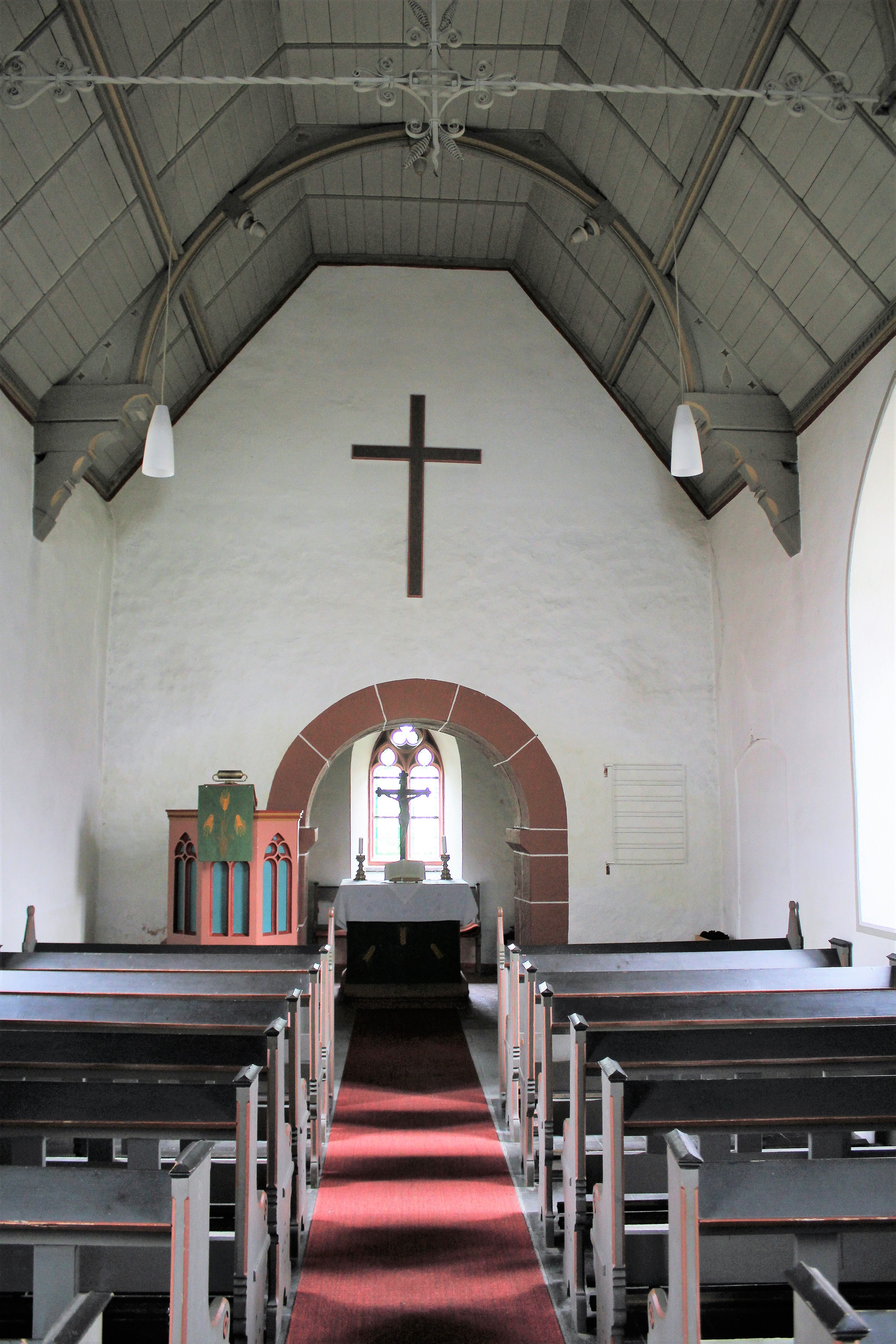
Innenraum Richtung Chor

Der Innenraum wird seit 1894 durch eine trapezförmige Holzdecke abgeschlossen, die von vier Rundbögen getragen wird. Diese ruhen auf Konsolen und werden mit Vierpässen und gedrechselten Spitzen verziert. Zwei gedrehte Zuganker, die mit Schmiedeeisen reich verziert sind, sichern das Gebäude. Die 1978 eingebaute Westempore dient als Aufstellungsort für die Orgel. Sie ruht auf zwei Holzpfosten mit Kopfbändern. Unter der Empore ist das Uhrwerk der alten Turmuhr aufgestellt.
Der polygonale hölzerne Kanzelkorb im Stil der Neugotik stammt ebenfalls aus der Zeit der Kirchenerweiterung. Die rosafarbenen Kanzelfelder tragen türkisfarbene Maßwerkformen. Das hölzerne Kirchengestühl mit geschwungenen Wangen lässt einen Mittelgang frei.
Über dem Chorbogen ist ein schlichtes Holzkreuz angebracht. Der Blockaltar steht auf einem Podest. Das Altarkreuz hat ein Kruzifix des Dreinageltypus, die Kreuzesarme werden von einem Kleeblatt verziert.

## Orgel

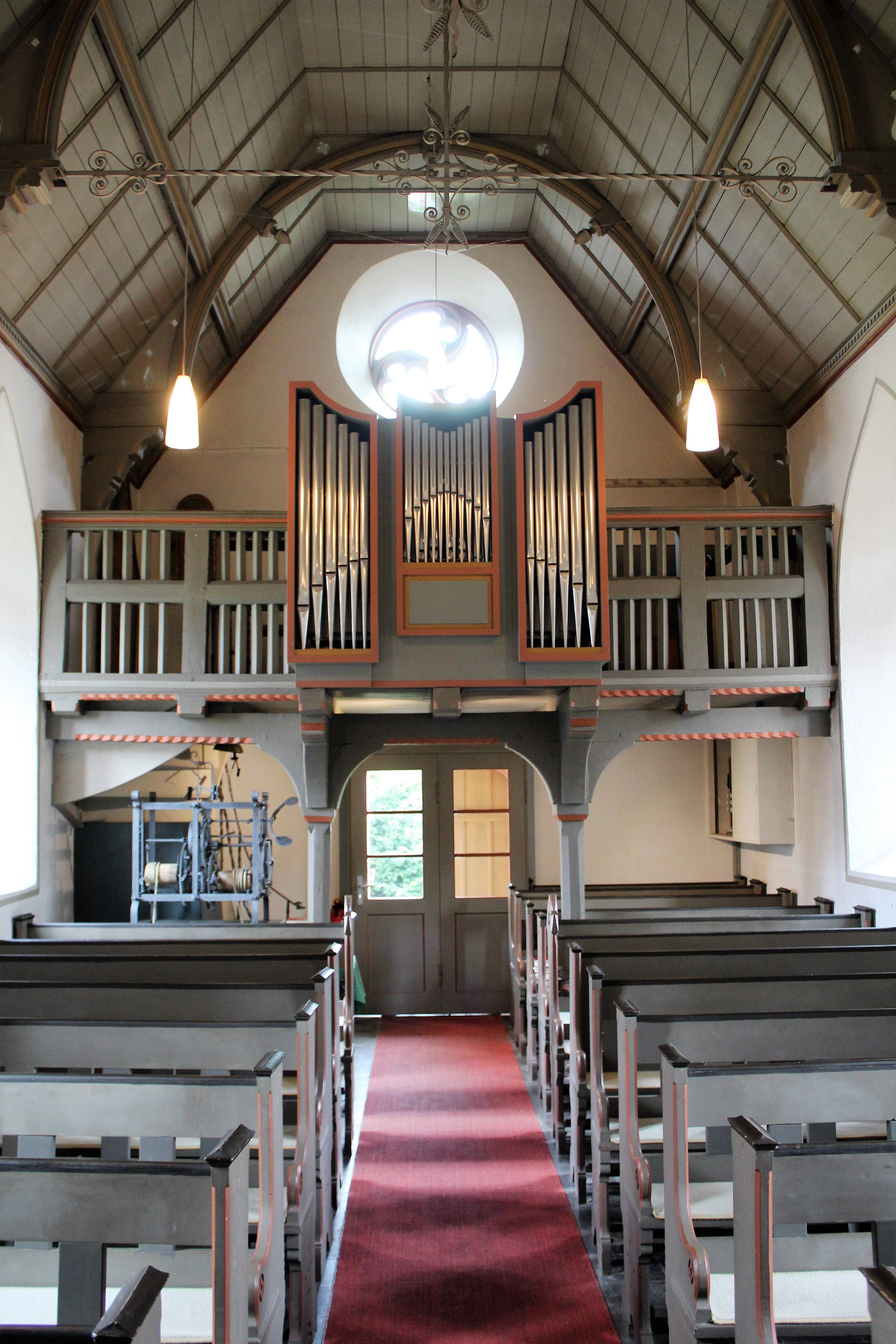
Innenraum mit Blick zur Orgelempore

Die Orgel wurde 1978 von Orgelbau Böttner als Brüstungsorgel gebaut. Das Instrument verfügt über fünf Register auf einem Manual. Das Pedal ist angehängt. Die Trakturen sind mechanisch ausgeführt. Die Orgel weist folgende Disposition auf:
| I Manual C– |    |
| Gedackt     | 8′ |
| Principal   | 4′ |
| Rohrflöte   | 4′ |
| Waldflöte   | 2′ |
| Mixtur III  |    |

| Pedal C–  |
| angehängt |

- Koppel: I/P